# Маррифилд
«Ма́ррифилд» (англ. Murrayfield Stadium) — стадион на востоке Эдинбургa, столицы Шотландии. Вмещает 67 800 зрителей, что делает его самым большим стадионом в Шотландии (вторая по вместимости арена — «Селтик Парк»).

## История

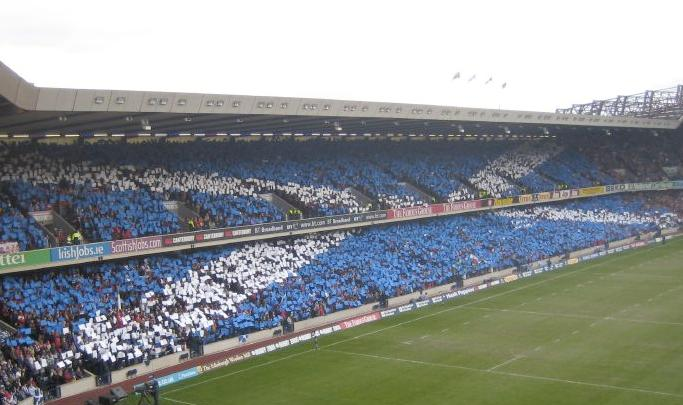
«Маррифилд» является «домом» шотландского регби

Официально стадион был открыт 21 марта 1925 года. Первый матч, который увидел стадион, был в рамках Кубка пяти наций по регби. На нем состоялся победный (14:11) для Шотландии поединок со сборной Англии. Год открытия «Маррейфилда» стал одним из самых удачных в межвоенной истории шотландского регби –Шотландия  не просто выиграла Кубка пяти наций, но и взяла Большой шлем .
Во время Второй мировой войны стадион был отобран армией и использовался как склад продовольствия. После Второй мировой войны первым матчем, проведённым на стадионе, стал матч Англии против Шотландии.
В 1994 году стадион был расширен и улучшен. На модернизацию было затрачено около 50 миллионов фунтов стерлингов. В 1975 году прошло 5 матчей сборной Шотландии по футболу.